# Unione Sportiva Cremonese 1962-1963
Questa pagina raccoglie le informazioni riguardanti l'Unione Sportiva Cremonese nelle competizioni ufficiali della stagione 1962-1963.

## Stagione
Nella stagione 1962-1963 la Cremonese ha disputato il campionato di Serie C, girone A, piazzandosi decima in classifica con 31 punti, il torneo ha visto salire in Serie B il Varese con 50 punti, e retrocedere in Serie D il Casale e la Sanremese. Il Mister grigiorosso è ancora Enzo Bellini, sono ceduti Angelo Castoldi, Mario Pasquina, Orlando Gallesi e Giancarlo Vasini, arrivano a Cremona Giuseppe Basilico ed Enrico Borella dal Varese, Francesco Stacchino dalla Biellese, Bruno Matassini dalla Spal e Vittorio Taddia dal Piacenza. Si parte con due vittorie, dopo nove giornate la Cremonese è ad un solo punto dalla vetta, poi una flessione, il presidente Guido Maffezzoni decide di dare un aiuto all'allenatore affiancandogli come consigliere tecnico Giuseppe Bonizzoni ma i risultati non migliorano, dopo la sconfitta (3-1) di Biella, Bellini si dimette e viene sostituito da Teodoro Zanini. La squadra si salva senza troppi patemi. Con tredici reti il bomber stagionale e Giuseppe Basilico.

## Rosa
| N. |                   | Ruolo | Calciatore          |
| -- | ----------------- | ----- | ------------------- |
|    | Italia (bandiera) | C     | Giuliano Bandini    |
|    | Italia (bandiera) | A     | Giuseppe Basilico   |
|    | Italia (bandiera) | C     | Costantino Belloni  |
|    | Italia (bandiera) | D     | Piergiovanni Bettin |
|    | Italia (bandiera) | A     | Enrico Borella      |
|    | Italia (bandiera) | P     | Claudio Bottoni     |
|    | Italia (bandiera) | D     | Luigi Calza         |
|    | Italia (bandiera) | C     | Erminio Favalli     |
|    | Italia (bandiera) | D     | Guido Grainer       |

| N. |                   | Ruolo | Calciatore          |
| -- | ----------------- | ----- | ------------------- |
|    | Italia (bandiera) | A     | Bruno Matassini     |
|    | Italia (bandiera) | D     | Enrico Mizzi        |
|    | Italia (bandiera) | C     | Angelo Ogliari      |
|    | Italia (bandiera) | C     | Battista Pasinelli  |
|    | Italia (bandiera) | C     | Franco Ravani       |
|    | Italia (bandiera) | A     | Giacomo Rossi       |
|    | Italia (bandiera) | C     | Francesco Stacchino |
|    | Italia (bandiera) | C     | Vittorio Taddia     |
|    | Italia (bandiera) | C     | Attilio Tassi       |

## Risultati

### Girone di andata
| Arbitro: | Momoli (Padova) |

|  |           |              |
|  | Marcatori | 60’ Basilico |

| Arbitro: | Gonella (Asti) |

|           |           |  |
| Calza 54’ | Marcatori |  |

| Arbitro: | Frullini (Firenze) |

|                         |           |               |
| Giannini L. 2’ Zeno 65’ | Marcatori | 24’ Pasinelli |

| Arbitro: | Minghetti (Roma) |

|  |           |                           |
|  | Marcatori | 58’ Maggioni 60’ Pasquina |

| Arbitro: | Sarti (Mantova) |

|               |           |                     |
| Tortorese 86’ | Marcatori | 72’ (rig.) Basilico |

| Arbitro: | Magrini (Monselice) |

|                            |           |                           |
| Matassini 33’ Basilico 35’ | Marcatori | 29’ Dal Balcon 85’ Cucchi |

| Cremona 4 novembre 1962 7ª giornata | Cremonese              | 0 – 0 | Rizzoli | Stadio Giovanni Zini\| Arbitro: \| Gandiolo (Alessandria) \| |
| Arbitro:                            | Gandiolo (Alessandria) |       |         |                                                              |

| Arbitro: | Sanguinetti (Chiavari) |

|  |           |              |
|  | Marcatori | 60’ Basilico |

| Arbitro: | Bassan (Rovigo) |

|             |           |  |
| Ogliari 75’ | Marcatori |  |

| Arbitro: | Giunti (Arezzo) |

|                                         |           |  |
| Mizzi 64’ (aut.) Aggradi 81’ Parodi 90’ | Marcatori |  |

| Arbitro: | Accomazzo (Vercelli) |

|                                      |           |  |
| Ogliari 15’ Basilico 39’, 57’ (rig.) | Marcatori |  |

| Arbitro: | Zanchi (Mestre) |

|            |           |  |
| Duvina 47’ | Marcatori |  |

| Arbitro: | Litteri (Trieste) |

|              |           |             |
| Basilico 45’ | Marcatori | 57’ Pisetta |

| Arbitro: | Mariotti (Firenze) |

|                           |           |  |
| Zagatti 24’ Benvenuto 82’ | Marcatori |  |

| Arbitro: | Bigi (Padova) |

|  |           |             |
|  | Marcatori | 52’ Bertani |

| Arbitro: | Castoldi (Genova) |

|                      |           |                           |
| Gerosa 22’, 41’, 45’ | Marcatori | 74’ Ogliari 83’ Pasinelli |

| Arbitro: | Rostagno (Torino) |

|                                      |           |  |
| Stacchino 25’ Basilico 47’ Tassi 69’ | Marcatori |  |

### Girone di ritorno
| Arbitro: | Giola (Pisa) |

|                       |           |  |
| Tassi 2’ Basilico 74’ | Marcatori |  |

| Arbitro: | Fioretti (Roma) |

|              |           |  |
| Calegari 83’ | Marcatori |  |

| Arbitro: | Recanati (Roma) |

|  |           |                                    |
|  | Marcatori | 10’ Zeno 28’ Milanesi 83’ Giannini |

| Arbitro: | Schinetti (Brescia) |

|                          |           |  |
| Pasquina 13’ Volpato 85’ | Marcatori |  |

| Arbitro: | Prandstraller (Mestre) |

|                            |           |  |
| Tassi 5’ Basilico 15’, 75’ | Marcatori |  |

| Arbitro: | Vitullo (Campobasso) |

|                        |           |  |
| Beverina 73’ Berto 75’ | Marcatori |  |

| Milano 3 marzo 1963 24ª giornata | Rizzoli                | 0 – 0 | Cremonese | Arena Civica\| Arbitro: \| Cicconetti (Pordenone) \| |
| Arbitro:                         | Cicconetti (Pordenone) |       |           |                                                      |

| Arbitro: | Canova (Bologna) |

|                       |           |  |
| Tassi 24’ Borella 75’ | Marcatori |  |

| Arbitro: | Bosello (Padova) |

|                              |           |              |
| Radice 24’ (rig.) Catano 82’ | Marcatori | 19’ Basilico |

| Arbitro: | Novelli (Firenze) |

|                           |           |  |
| Borella 60’ Stacchino 69’ | Marcatori |  |

| Arbitro: | Lombardini (Firenze) |

|  |           |             |
|  | Marcatori | 33’ Ogliari |

| Arbitro: | Nencioni (Roma) |

|  |           |                                                  |
|  | Marcatori | 17’, 83’ Duvina 29’ Negri 74’ Alberti 75’ Stocco |

| Arbitro: | Camozzi (Porto d'Ascoli) |

|                                           |           |               |
| Burlone 31’ (rig.) Taiano 51’ Turatti 55’ | Marcatori | 13’ Matassini |

| Cremona 12 maggio 1963 31ª giornata | Cremonese       | 0 – 0 | Treviso | Stadio Giovanni Zini\| Arbitro: \| Ghetti (Modena) \| |
| Arbitro:                            | Ghetti (Modena) |       |         |                                                       |

| Lodi 19 maggio 1963 32ª giornata | Fanfulla          | 0 – 0 | Cremonese | Stadio Dossenina\| Arbitro: \| Rostagno (Torino) \| |
| Arbitro:                         | Rostagno (Torino) |       |           |                                                     |

| Arbitro: | Trucillo (Venezia) |

|                       |           |  |
| Tassi 37’ Borella 71’ | Marcatori |  |

| Arbitro: | Zazzetta (San Benedetto del Tronto) |

|                                       |           |  |
| Canepa 27’ Renzulli 73’ Bonizzoni 87’ | Marcatori |  |